# توک (مجارستان)
توک (به مجاری:  Tök) یک سکونتگاه مسکونی در مجارستان است که در استان پشت واقع شده‌است.

## خصوصیات
توک ۲۴٫۷۳ کیلومترمربع مساحت و ۱٬۳۹۸ نفر جمعیت دارد.